# José Frèches
Cet article possède un paronyme, voir Frêche.
José Frèches est un écrivain français né le 25 juin 1950 à Dax, dans le département des Landes.
Écrivain sinologue, en 2010, il est responsable du pavillon français à l'Exposition universelle de Shanghai.

## Biographie

### Enfance, formation et débuts
José Frèches vit dans sa prime jeunesse le plus souvent à l'étranger, comme son père professeur de lycée puis d'université.
Installé en France en 1967, il débute à Aix-en-Provence ses études d’histoire de l’art et, en 1970, il est reçu premier au concours de conservateur des musées de France. Il est d'abord conservateur de la section Chine au musée Guimet. Il passe ensuite par le musée du Louvre, le musée de Grenoble et l’Inspection des musées de province. Puis, il intègre, après son service militaire, l’ENA d’où il sort en 1978 comme conseiller à la Cour des comptes. Il devient ensuite directeur adjoint de la communication de la Ville de Paris auprès de Jacques Chirac.

### Communication et audiovisuel
Durant ses fonctions à la mairie de Paris, José Frèches lance la télévision par câble et crée la Vidéothèque de Paris. De 1986 à 1988, il est conseiller au cabinet de Jacques Chirac, alors Premier ministre. Il y est chargé de l’audiovisuel et de la presse écrite. Il s’occupe ainsi de la privatisation de TF1.
Il apparaît dans l'émission de Bernard Pivot, Apostrophes, en 1986, pour présenter son livre, La Guerre des images.
De 1988 à 1990, il est directeur à Canal+, avant de rejoindre Pierre Fabre, le fondateur des laboratoires pharmaceutiques et parapharmaceutiques du même nom. De 1998 à 2000, il est PDG du groupe de presse Midi libre.

### Écrivain sinologue
José Frèches écrit de nombreux romans qui se déroulent dans la Chine et qui connaissent un succès de vente. En 2004, il publie un livre sur la vie de Bouddha : Moi, Bouddha. Puis un essai en 2007, "Quand les Chinois cesseront de rire le monde pleurera".
En 2013, il publie un livre sur la vie de Confucius : Moi, Confucius,,, et le Dictionnaire Amoureux de la Chine, de plus de mille pages, aux éditions Plon.

### Engagement politique
En 2007, José Frèches rejoint l'équipe de campagne de Nicolas Sarkozy pour l'élection présidentielle, chargé, avec François de La Brosse, de la communication et de l'édition du site internet de campagne et en particulier de la NSTV.
En 2014, il rejoint le camp d'Alain Juppé et le soutient en vue de l'élection présidentielle de 2017.

## Distinctions
José Frèches est fait Officier de la Légion d'honneur le 19 avril 2003, puis élevé au grade de Commandeur par décret du 11 juillet 2008.

## Publications
- La Sinologie, Presses universitaires de France, coll. « Que sais-je ? », 1975
- Les Musées de France : gestion et mise en valeur, la Documentation française, 1980
- L'ENA : voyage au centre de l’État, Éditions Conti, 1981
- La France socialiste, Hachette littérature, coll. « Pluriel », 1983
- Le Coût d’État permanent, Éditions de la Table ronde, 1984
- La Télévision par câble, Presses universitaires de France, coll. « Que sais-je ? », 1985
- La Guerre des images, Éditions Denoël, 1985
- Modernissimots : le dictionnaire du temps présent, collab. avec Alain Dupas, Éditions Jean-Claude Lattès, 1987
- Voyage au centre du pouvoir : la vie quotidienne à Matignon au temps de la cohabitation, Éditions Odile Jacob, 1989
- Toulouse-Lautrec : les lumières de la nuit, collab. avec Claire Frèches, Éditions Gallimard, coll. « Découvertes Gallimard / Arts » (no 132), 1991
- Le Poisson pourri par la tête, collab. avec Denis Jeambar, Éditions du Seuil, 1992
- Le Caravage, peintre et assassin, Gallimard, coll. « Découvertes Gallimard / Arts » (no 254) 1995
- Le Disque de jade
  - 1. Les Chevaux célestes, XO éditions, 2002  (ISBN 978-2-84563-095-6), Pocket, 2004
  - 2. Poisson d’or, XO éditions, 2002, Pocket, 2004
  - 3. Les Îles immortelles, XO éditions, 2003, Pocket, 2004
- L'impératrice de la soie
  - 1. Le Toit du monde, XO éditions, 2003, Pocket, 2005
  - 2. Les Yeux de Bouddha, XO éditions, 2004, Pocket, 2005
  - 3. L'Usurpatrice, XO éditions, 2004, Pocket, 2005
- Moi, Bouddha, XO éditions, 2004, Pocket, 2006
- Art & Cie, collab. avec l'agence Artissimo & co, Dunod, avril 2005
- Il était une fois la Chine : 4500 ans d'histoire, XO éditions, 2005
- Le Centre d'appel, Éditions Au Diable vauvert, 2006
- L'Empire des larmes
  - 1. La Guerre de l’opium, XO éditions, 2006, Pocket, 2008
  - 2. Le Sac du palais d’Été, XO éditions, 2006, Pocket, 2008
- Quand les Chinois cesseront de rire, le monde pleurera, essai, XO éditions, 2007
- Gandhi
  - 1. Je suis un soldat de la paix : biographie, XO éditions, 2007
  - 2. Et l'Inde sera libre !, XO éditions, 2007
- Zao Wou-Ki, Hazan, 2007
- Les Dix Mille Désirs de l'Empereur, XO éditions, 2009, Pocket, 2011
- Moi, Confucius, XO éditions, 2013
- Dictionnaire amoureux de la Chine, Plon, 2013
- Gengis Khan, l'homme qui aimait le vent, XO éditions, 2015
- Le Père David, l'impératrice et le panda, XO éditions, 2017, Pocket, 2019
- Nous étions deux, XO éditions, 2019
- La Main du Bouddha, XO éditions, 2021

### Les Chevaux célestes
Lubuwei est marchand de chevaux, le plus riche commerçant de Handan, et du royaume de Zhao. Ce célibataire amateur de belles choses vit avec sa mère, et se fait conseiller par le vieux maître confucéen Rituel Immuable. Son fidèle secrétaire, Zhaosheng vient d'épouser Intention Louable. Un matin, un petit brigand, Dent Facile, sans domicile fixe, présente au marché un objet qui fascine Lubuwei. Il s'agit magnifique grand Bi noir de jade noir, qu'il achète à un prix exorbitant. Mais Dent Facile, qui a découvert par hasard ce disque, et l'a fait expertiser par Vallée profonde, prêtresse médiumnique, du pic de Huashan, disparaît avant de venir percevoir la somme promise.
Le vieux roi Zhong, dans sa capitale de Xianyang du royaume de Qin, s'ennuie. Son Grand Chambellan eunuque, Droit Devant, collaborateur indispensable mais futur témoin gênant, est seul habilité à l'assister, avec le grand prêtre taoïste et médecin Wudong. L'exercice de la mémoire révèle que la première concubine du roi Zhong, Étoile du Sud, repose dans le mausolée de la nécropole, avec les deux coffrets remplis d'objets rares, dont le grand Bi de jade noir, « orné de minuscules étoiles [et] censé rendre immortels ses propriétaires » : « Vous voulez parler de ce magma originel de couleur jaune d'où vient et part la Grande Voie ? Ce Chaos originel de Hongmeng (Hong Meng (en)) dont les saintes écritures disent qu'il est jaune au centre comme l'embryon du poussin et annonce la venue d'un empereur qui sera aussi grand que le fut l'illustre Empereur Jaune ? » (chap. I, § 2, p. 46)
Tel est le début de la trilogie, à l'époque des Guerres d'unification de Qin. Parmi les personnages historiques importants, Lü Buwei, Zhaoxiang de Qin, Zhuangxiang de Qin, Qin Shi Huang, Qin Er Shi, Ziying, Han Fei Zi, Li Si, Zhao Gao, Qin Er Shi, Meng Tian.